# Pont-les-Moulins
Pont-les-Moulins è un comune francese di 176 abitanti situato nel dipartimento del Doubs nella regione della Borgogna-Franca Contea.

## Società

### Evoluzione demografica
Abitanti censiti